# 団体自治
団体自治（だんたいじち）とは政治学用語の一つで、地方自治体に団体としての独立性を認め、団体内部での問題を地方自治体の自らの解決に委ねている事である。これは地方自治が行われる上での一つの側面であり、日本国憲法第92条に掲げられている地方自治の本旨の一つでもある。
団体自治の概念では地方自治体というのは独立の団体であり、国会に対して独自の地位が認められているとされ、この事を強調するために「地方公共団体」という概念が用いられている。
団体自治とされている自治体であっても問題を処理する方法は、住民参加であったり地域の有力者による協議であるなど様々であるから、団体自治は必ずしも民主政治であるとは言えない。